# Ernst Reckeweg
Ernst Heinrich Dietrich Reckeweg (Ovenstädt, Imperi Alemany, 18 d'abril de 1873 - Haddon Heights, Nova Jersey, 5 de setembre de 1944) va ser un gimnasta i atleta estatunidenc que va competir a cavall del segle xix i el segle xx. Alemany de naixement, emigrà als Estats Units el 1890. El 1904 va prendre part en els Jocs Olímpics de Saint Louis, on guanyà la medalla d'or en la prova per equips del programa de gimnàstica, com a membre de l'equip Philadelphia Turngemeinde junt a John Grieb, Anton Heida, Max Hess, Philip Kassel i Julius Lenhart. També disputà les proves gimnàstiques del concurs complet i triatló, on fou 47è i 67è respectivament; i el triatló del programa d'atletisme, on fou 19è.